# Szamuráj Jack
A Szamuráj Jack (eredeti cím: Samurai Jack) amerikai televíziós rajzfilmsorozat, amelyet a Cartoon Network Studios készített. Megalkotója Genndy Tartakovsky rajzfilmkészítő, és első sugárzásakor 2001-től 2004-ig futott a Cartoon Networkön. Különleges rajzstílusára jellemző a letisztult, részletektől mentes ábrázolás és a főleg maszkoláson alapuló animáció.
A sorozat főhőse egy névtelen japán szamurájherceg, aki egy különleges erejű katanát birtokol, ami lényegében bármit képes átvágni. Eredeti küldetése szerint a királyságát akarja megmenteni a gonosz alakváltó démon, Aku uralmától. Összecsapnak, ám mielőtt a herceg bevihetné a végső csapást, Aku varázslattal előreküldi őt egy disztopikus jövőbe, ahol ő uralkodik. Felveszi a Jack nevet, amit néhány helybéli ad neki, majd elindul, hogy találjon egy időkaput vissza, a saját idejébe, hogy azelőtt győzze le Akut, hogy a világ ura lett. Próbálkozásai jellemzően hiábavalóak, utazásai során azonban az elesettek védelmezőjeként mutatkozik.
Az első részt 2001-ben A Kezdetek címmel vetítették a Cartoon Network-ön, 2004-ben pedig, a negyedik évaddal anélkül ért véget, hogy rendesen lezárták volna a történetet. Tizenkét évvel később, 2017-ben mutatta be az Adult Swim az ötödik, utolsó évadot, mely jóval komorabb tónusú lett. Hazánkban is a Cartoon Network vetítette az első négy évadot, az ötödiket pedig a HBO Max adta le. Az ötödik évad szinkronja eredetileg közösségi finanszírozással, a Magyar Nyelvű Animációért Alapítvány segítségével készült, majd a HBO Max készíttette el azt.
A sorozatot a közönség és a kritika is jól fogadta, nyolc Emmy-díjat nyert, hatszor nyerte meg az Annie Awards-t és egyszer az OIAF Award-ot.

## Cselekmény
A történet főhőse egy névtelen szamuráj, aki a feudális Japán egyik királyságából származik. Apjának, az uralkodónak három istenség (Ré, Odin és Ráma) egy varázserejű katanát adott. Ennek a kardnak a segítségével volt képes a gonosz alakváltó démont, Akut legyőzni és bebörtönözni. Ám a győzelem után alig nyolc év telt el, és egy napfogyatkozás alkalmával Aku kiszabadult börtönéből. Leigázta a királyságot és foglyul ejtette az uralkodót. Az előre megbeszéltek szerint anyja a kis herceget elindította, hogy járja be a világot, és annak minden szegletében szerezze meg azt a tudást, amely szükséges Aku legyőzéséhez. Amikor visszatér, elég erős ahhoz, hogy szembeszálljon a démonnal, és már majdnem győz is, ám a végső csapás bevitele előtt Aku egy varázslatot bocsát rá, és előreküldi az időben, egyenesen a távoli jövőbe, amikor könnyűszerrel végezhet vele.
A szamurájherceg egy disztopikus retro-futurista világba érkezik, aminek Aku az ura. Az első emberek, akikkel találkozik, Jacknek nevezik, ami itt egyfajta szleng, ő pedig magára veszi a nevet (igazi nevét sosem tudjuk meg). Kalandjai során mindig ugyanazt a gít, fapapucsot, és katanáját hordja. Az epizódok során általában azt láthatjuk, hogy éppen valamilyen akadályon próbál átvergődni, hogy visszajuthasson az időben, éppen azutánra, hogy Aku elküldte őt. Visszatérő motívum, hogy már éppen visszajuthatna, de az valamiért meghiúsul, illetve Aku is közel jár az ő legyőzéséhez, de nem sikerül neki.
A világot, ahol a történet játszódik, számtalan furcsa lény népesíti be: robotok, földönkívüliek, beszélő állatok, szörnyek, mágikus lények, sőt istenségek. Egyes területek rendkívül fejlettek, például repülő autók is találhatóak ott, mások pedig meglehetősen elmaradottak. A földönkívüliek úgy kerültek a Földre, hogy Aku idehozta őket, miután elpusztította az otthonukat. A Földön rendkívül gyakoriak a bűnözők és a gazemberek is. A mitológiai és természetfeletti lények egyszerre léteznek a csúcstechnológiával.
Az epizódok jelentős része játszódik a vadonban, ami arra utal, hogy elég kezdetleges az urbanizálódás a Földön. Az erdők, dzsungelek és hegyek jelentős részben érintetlenek maradtak. Egyes közösségek, mint például a saolin szerzetesek, még mindig Aku hatalmán kívül élnek.
Tekintettel arra, hogy a sorozat eredetileg a fiatalabb korosztálynak készült, ezért Jack az első négy évadban sosem öl meg élőlényt, hanem kivétel nélkül robotokat. Az ötödik évad sötétebb tónusához passzolóan emberek is meghalnak, gyakran Jack keze által.

## Főszereplők
| Szerep        | Eredeti hang                          | Magyar hang                                   |
| ------------- | ------------------------------------- | --------------------------------------------- |
| Szamuráj Jack | Phil LaMarr                           | Rába Roland                                   |
| Aku           | Mako (1-4.évad) Greg Baldwin (5.évad) | Varga Tamás                                   |
| A Skót        | John DiMaggio                         | Csuja Imre (1-4. évad) Pálfai Péter (5. évad) |
| Ashi          | Tara Strong                           | Nemes Takách Kata                             |
| A Főpapnő     | Grey Griffin                          | Zakariás Éva                                  |
| Toprongyos    | Tom Kenny                             | Pénzes Zsigmond                               |

## Készítése
Genndy Tartakovsky a "Dexter laboratóriuma" sikere után kezdett bele új sorozatába, mely részben a David Carradine által népszerűvé tett Kung Fu című sorozat alapján készült,  részben pedig Tartakovsky elhivatottsága okán a szamurájok élete és a busidó kódex iránt. Még gyerekkorában volt egy visszatérő álma arról, hogy egy posztapokaliptikus világban harcol mutánsok ellen, oldalán az akkori szerelmével, ez is inspirációt szolgáltatott. A képi világ az 1970-es évek filmjeit, valamint olyan moziklasszikusokat idéz meg, mint a Ben Hur, vagy az Arábiai Lőrinc és a Spartacus. A vizualitás és a történet sokat merít Frank Miller "Rōnin" című képregényéből, amelyben szintén egy mester nélküli szamuráj csöppen egy disztopikus jövőbe, hogy megküzdhessen egy alakváltó démonnal. A "Jack és a spártaiak" című epizód a "300" történetéből merít. A japán "Kozure Ókami" manga és Kuroszava Akira filmjei szintén inspirációt jelentettek.
A sorozat promóciója 2001 februárjában kezdődött, ekkor jelentették be a nagyközönség előtt, hogy hamarosan bemutatják. Indítottak egy nyereményjátékot is, aminek a fődíja egy négyszemélyes utazás volt Japánba, az AOL pedig a feliratkozóinak exkluzív betekintést nyújtott a kulisszák mögé. A bevezető epizód, amelyet a későbbi vetítések alkalmával három részre szedtek szét, 2001. augusztus 10-én került bemutatásra a Cartoon Network-ön, és amely nagy sikert ért el. A negyedik évad végéig összesen 52 rész készült el, azaz évadonként 13. Az utolsó négy részt 2004. szeptember 25-én egyben adták le.
A történet azonban nem került lezárásra, mivel erre egyáltalán nem is gondoltak az alkotók, hanem egyszerűen csak továbbléptek és "A klónok háborúja" rajzfilmsorozaton kezdtek el dolgozni. A lezárás mindazonáltal 2002 óta terítéken volt, és kezdetben egy egész estés filmen gondolkodtak, sőt egy időben az élőszereplős befejezés is szóba került. A film ötletét később elvetették, a történet azonban hosszú évekig befejezetlen maradt.

2017-ben az Adult Swim mutatta be az ötödik évadot, amit a Cartoon Network Studios és a Williams Street készített, Tartakovsky pedig producer volt. A cselekmény ezúttal az egész évadon át egybefüggő, sokkal komorabb hangvételű. Itt ötven évvel járunk a legutóbbi évad történései után, amikor is Jack, aki az időutazás mellékhatásaként semmit nem öregedett, elvesztette a kardját, és az időportálok megsemmisülése miatt a reményét is, hogy valaha hazajut.
Az első négy évad epizódjainak van címe, a végefőcím előtt pedig római számmal is megmutatják, hogy ez hanyadik rész volt. Az ötödik évad epizódjainak nincs címe, hanem csak római számmal ellátott sorszáma, mégpedig úgy, hogy az első rész az "XCII", azaz "92" címre hallgat. Ez szándékos döntés eredménye, mely utal az időugrásra, azáltal, hogy azt sejteti, mintha 39 epizód (tehát 3 egész évad) egyszerűen kimaradt volna.

## Epizódok

### Első évad (2001)
| Sor. | Év.  | Cím                                                                               | Rendező                             | Író                              | Premier             |
| --- | ---- | --------------------------------------------------------------------------------- | ----------------------------------- | -------------------------------- | ------------------- |
| 1-3. | 1-3. | A kezdetek (Samurai Jack: The Premiere Movie)                                     | Genndy Tartakovsky                  | Paul Rudish & Genndy Tartakovsky | 2001. augusztus 10. |
| A bevezető epizódot a későbbi vetítések során három különböző részre szedték szét. Aku, a gonosz alakváltó démon egy napfogyatkozás alkalmával kiszabadul, és lerohan egy japán királyságot, fogságba ejtve annak uralkodóját. Fiát, a herceget még idejében kimenekíti, aki bejárja az egész világot, hogy mindent elsajátítson, amire a küzdelem során szüksége lehet. Fiatal harcosként tér vissza, és megkapja apja varázserejű katanáját, amivel bármit ketté tud hasítani. Felszabadítja apja faluját a démonok uralma alól, és bár apja megpróbálja visszatartani, Aku ellen vonul. Összecsapnak, és már majdnem győz, ám az utolsó pillanatban a démon egy időkaput nyit, amivel átküldi őt a távoli jövőbe. Egy disztopikus világba érkezik, ahol az első helybeliek, akikkel találkozik, Jacknek szólítják, ezért magára veszi ezt a nevet. Egy éjszakai bárba jut, ahol küzdelembe bocsátkozik, és erejét látva három kutya archeológus arra kéri őt, hogy védje meg őket Akutól, aki ásatási helyszínüket lerohanva arra kényszeríti őket, hogy kristályokat bányásszanak. Mivel Aku egy robothadsereget küld ellenük, Jack egyedül látja el a bajukat, majd megesküszik, hogy visazatér a saját idejébe, de amíg erre nem kerül sor, felveszi a harcot a gonosszal. |      |                                                                                   |                                     |                                  |                     |
| 4. | 4.   | Jack, a Woolie-k és a Chritchellite-ek (Jack, the Woolies and the Chritchellites) | Randy Myers & Genndy Tartakovsky    | Chris Reccardi & Chris Mitchell  | 2001. augusztus 13. |
| Jack a Chritchellite-ek falujába kerül, ahol megdöbbenti, hogy ilyen apró népnek minek kellenek olyan hatalmas épületek. Rájön, hogy igazából az igavonó baromnak használt rabszolgáik, a Woolie-k voltak a város igazi lakói, ezért felszabadítja őket. Hálából Lazzor, a népük bölcse segít irányt mutatni neki a hazaúton. |      |                                                                                   |                                     |                                  |                     |
| 5. | 5.   | Jack az űrben (Jack in Space)                                                     | Rob Renzetti & Genndy Tartakovsky   | Charlie Bean & Carey Yost        | 2001. augusztus 27. |
| Miután véletlenül leleplezett egy csapat tudóst, akik elhagyni készültek a Földet, Jacket felkészítik, hogy mint asztronauta lássa el a baját egy csapat robotnak. Bár a hazajutás lehetősége ott van előtte, mégis inkább azt választja, hogy segít az embereknek elmenekülni. |      |                                                                                   |                                     |                                  |                     |
| 6. | 6.   | Jack és a harcosnő (Jack and the Warrior Woman)                                   | Rob Renzetti & Genndy Tartakovsky   | Mike Manley & Genndy Tartakovsky | 2001. november 19.  |
| Jack egy mágikus kristályt keres, ami segíthet neki hazajutni. Útja során segít neki Ikra, a harcosnő, akit szintén személyes motivációk vezetnek. Csakhogy amikor elérik céljukat, a kristály tisztátalannak ítéli meg Ikrát és szörnnyé változik. Miután Ikra legyőzi őt, összetöri az ékkövet, és felfedi, hogy mindvégig Aku volt, akinek az volt a célja, hogy a szamuráj vezesse el őt a kristályhoz, hogy elpusztíthassa. |      |                                                                                   |                                     |                                  |                     |
| 7. | 7.   | Jack és a három vak íjász (Jack and the Three Blind Archers)                      | Genndy Tartakovsky                  | Mark Andrews & Bryan Andrews     | 2001. augusztus 20. |
| Jack hall egy kívánságkútról, ami talán hazajuttathatja, ám azt három vak íjász őrzi. Visszaemlékszik kiképzésére bekötött szemmel, és ennek segítségével szabadítja fel őket egy démon átka alól - még ha ennek árán a hazautazás reménye is elvész. |      |                                                                                   |                                     |                                  |                     |
| 8. | 8.   | Jack harca Őrült Jack ellen (Jack vs. Mad Jack)                                   | Randy Myers & Genndy Tartakovsky    | Chris Mitchell & Carey Yost      | 2001. október 15.   |
| Mivel a fejvadászai és a zsoldosai egytől egyig kudarcot vallanak, Aku kihasználja a Jackben lakó negatív érzéseket, és megalkotja belőlük Őrült Jacket. Jack csak úgy győzheti le, ha elengedi magából ezeket. |      |                                                                                   |                                     |                                  |                     |
| 9. | 9.   | Jack a tenger mélyén (Jack Under the Sea)                                         | Rob Renzetti & Genndy Tartakovsky   | Chris Reccardi & Charlie Bean    | 2001. szeptember 3. |
| Jack megtudja, hogy Oceanus víz alatti városában van egy időkapu. Azonban ez csak Aku egyik trükkje, hogy csapdába csalja őt, és most már saját magáért, valamint a városka lakóiért is harcolnia kell. |      |                                                                                   |                                     |                                  |                     |
| 10. | 10.  | Jack és a lávaszörny (Jack and the Lava Monster)                                  | Robert Alvarez & Genndy Tartakovsky | Mike Manley                      | 2001. október 12.   |
| Jack egy különös hangot követve eljut egy vulkán mélyére, ahol a csapdákat kicselezve egy ősi viking királlyal találkozik, akit Aku sziklatestbe zárt. Jack hezitálva ugyan, de legyőzi őt egy harcban, amit ő kért, hogy szellemét végre elragadhassák a valkűrök a Valhallába. |      |                                                                                   |                                     |                                  |                     |
| 11. | 11.  | Jack és a Skót (Jack and the Scotsman)                                            | Rob Renzetti & Genndy Tartakovsky   | Mark Andrews & Bryan Andrews     | 2001. október 29.   |
| Miközben egy látszólag végtelen hídon próbál átkelni, Jack belebotlik a Skótba, egy sztereotíp módon ábrázolt harcosba, akinek szintén van egy mágikus pengéje. Összecsapnak, de egyik sem tudja legyőzni a másikat. Mikor rájönnek, hogy Aku mindkettejük fejére vérdíjat tűzött ki, közös erővel számolnak le az életükre törő ellenséggel, majd barátságot kötnek. |      |                                                                                   |                                     |                                  |                     |
| 12. | 12.  | Jack és a gengszterek (Jack and the Gangsters)                                    | Randy Myers & Genndy Tartakovsky    | Chris Reccardi                   | 2001. november 26.  |
| Hogy közelebb kerüljön Akuhoz, Jack csatlakozik egy csapat gengszterhez, akik rablásra készülnek. Megszerzi ugyan az ékkövet, és eljut Akuhoz is, akit már majdnem megöl, ám a gengszterek leütik őt, azt gondolván, hogy így segítenek neki. Ezután hazudni próbálnak neki arról, hogy felhagynak a bűnözéssel, csak hogy megtarthassák az ékszert. |      |                                                                                   |                                     |                                  |                     |
| 13. | 13.  | Aku tündérmeséi (Aku's Fairy Tales)                                               | Rob Renzetti & Genndy Tartakovsky   | Chris Mitchell & Carey Yost      | 2001. december 3.   |
| Mivel alattvalói körében csökken a népszerűsége, Aku a világ minden tájáról összegyűjti a gyerekeket, és meséket mond nekik, amelyekben ő a hős, Jack pedig az ellenség. De a gyerekek nem hisznek neki, és egy idő után olyan történeteket találnak ki, ahol Jack az, aki győzedelmeskedik. |      |                                                                                   |                                     |                                  |                     |

### Második évad (2002)
| Sor. | Év. | Cím                                                                      | Rendező                                          | Író                                      | Premier              |
| --- | --- | ------------------------------------------------------------------------ | ------------------------------------------------ | ---------------------------------------- | -------------------- |
| 14. | 1.  | Jack megtanul ugrani (Jack Learns to Jump Good)                          | Randy Myers & Genndy Tartakovsky                 | Bryan Andrews & Brian Larsen             | 2002. március 1.     |
| Mivel tökéletlen ugrótechnikája miatt meghiúsul a hazajutása, Jack segít egy majomszerű primitív törzsnek egy másik, rivális törzs ellenében, hogy megtanítsák őt jól ugrani, |     |                                                                          |                                                  |                                          |                      |
| 15. | 2.  | Jack-mesék (Jack Tales)                                                  | Rob Renzetti & Genndy Tartakovsky                | Erik Wiese & Chris Mitchell              | 2002. március 8.     |
| Három rövid történet látható az epizódban. Az elsőben Jack egy kétfejű féreg találós kérdéseire válaszol, ami állítólag képes kívánságokat teljesíteni. A másodikban egy fémevő család el akarja fogyasztani Jack kardját. A harmadikban Jack egy fogságba esett tündért próbál kimenteni, egy kívánságért cserébe.   |     |                                                                          |                                                  |                                          |                      |
| 16. | 3.  | Jack és a Végzet Háza (Jack and the Smackback)                           | Randy Myers & Genndy Tartakovsky                 | Chris Reccardi                           | 2002. március 15.    |
| Jacket elfogják és a Végzet Házába viszik, ahol meg kell küzdenie annak bajnokaival. Katanáján kívül számos más fegyverre is szüksége van, hogy kikeveredjen az arénából. |     |                                                                          |                                                  |                                          |                      |
| 17. | 4.  | Jack és a Skót 2 (Jack and the Scotsman II)                              | Randy Myers & Genndy Tartakovsky                 | Mark Andrews                             | 2002. március 22.    |
| A Skót Jack segítségét kéri, hogy mentse meg feleségét a kelta robotok fogságából. Miután Jack bizonyítja rátermettségét, együtt indulnak el a mentőakcióra, ám kiderül, hogy az asszony erősebb, mint gondolták. |     |                                                                          |                                                  |                                          |                      |
| 18. | 5.  | Jack és az Ultra-Robotok (Jack and the Ultra-Robots)                     | Rob Renzetti & Genndy Tartakovsky                | Bryan Andrews & Brian Larsen             | 2002. március 29.    |
| Miközben pár elhagyatott falu pusztulását vizsgálja, Jack felfedezi Aku legújabb ultra-robotjait, melyek az ő gonosz esszenciájával vannak feltöltve. Egyedül képtelen szembeszállni velük, ám váratlan segítséget kap az őrült tudóstól, aki segített kifejleszteni őket, valamint őseinek szellemétől.              |     |                                                                          |                                                  |                                          |                      |
| 19. | 6.  | Jack felidézi a múltat (Jack Remembers the Past)                         | Rob Renzetti & Genndy Tartakovsky                | Bryan Andrews & Brian Larsen             | 2002. április 5.     |
| Vándorlásai során Jack eljut egykori otthonának romjai közé. Felidézi gyerekkori emlékeit: első szerelmét, akivel tücsökkergetés közben találkozott; egy ronin által vívott csatát, amely felkeltette az érdeklődését a kardvívás iránt; és azt, hogy hogy szállt szembe az őt zaklatókkal, akik elvették a labdáját. |     |                                                                          |                                                  |                                          |                      |
| 20. | 7.  | Jack és a szerzetesek (Jack and the Monks)                               | Rob Renzetti & Genndy Tartakovsky                | Chris Mitchell, Erik Wiese, Charlie Bean | 2002. április 12.    |
| Miután egy újabb időkapu pusztul el, Jack három szerzeteshez csatlakozik, akik egy hegyet másznak meg, az igazság keresése érdekében. Hosszú harcok vívása után úgy véli, hogy a cél elérése lehetetlen, de a szerzetesek arra bátorítják, hogy ne adja fel.                                                          |     |                                                                          |                                                  |                                          |                      |
| 21. | 8.  | Jack és a sárkány (Jack and the Dragon)                                  | Robert Alvarez & Genndy Tartakovsky              | Chris Reccardi & Aaron Springer          | 2002. szeptember 6.  |
| Jack egy rémes bűzfelhőt követve egy faluba jut, amit egy szorulásos sárkány bélgázai tartanak fogságban. A szervezetébe jutva, azon átvágva végül megtalálja a problémát: egy bébisárkányt, ami csak félig kelt ki a tojásból, és közben tüzet okád.                                                                 |     |                                                                          |                                                  |                                          |                      |
| 22. | 9.  | Jack és az öt vadász (Jack vs. the Five Hunters)                         | Robert Alvarez & Genndy Tartakovsky              | Genndy Tartakovsky & Mike Manley         | 2002. szeptember 13. |
| Aku felbérli a földönkívüli, oroszlánszerű Ikamandi törzset, akik a legjobb vadászok a világon, hogy kapják el Jacket. Hatalmas macska-egér játék kezdődik az ellenfelek közt, és bár elfogják Jacket, végül elengedik, mert méltónak találták arra az izgalmas vadászat után.                                        |     |                                                                          |                                                  |                                          |                      |
| 23. | 10. | Jack Demongo, a Lélekgyűjtő ellen (Jack vs. Demongo, the Soul Collector) | Randy Myers & Genndy Tartakovsky                 | Mark Andrews                             | 2002. szeptember 20. |
| Aku legveszedelmesebb szolgái egyikét, Demongót küldi Jack ellen, aki uralja az általa leigázott harcosok lelkét. Mikor Jack rájön, hogy a harcosokat nem győzheti le, egy trükkel számtalan harcos lelkét szabadítja ki Demongo testéből, akik segítenek neki.                                                       |     |                                                                          |                                                  |                                          |                      |
| 24. | 11. | Meztelen Jack (Jack Is Naked)                                            | Randy Myers, Robert Alvarez & Genndy Tartakovsky | Chris Reccardi & Aaron Springer          | 2002. szeptember 27. |
| Jack ruháját fürdés közben ellopja egy nyúl. Miközben meztelenül utánarohan, egy földalatti világba kerül, ahol álcáznia kell magát, nehogy felismerjék. Végül rájön, hogy a tolvaj igazából egy árva kislány, akinek pénzre van szüksége, ezért Jack segít neki.                                                     |     |                                                                          |                                                  |                                          |                      |
| 25. | 12. | Jack és a spártaiak (Jack and the Spartans)                              | Randy Myers & Genndy Tartakovsky                 | Bryan Andrews & Brian Larsen             | 2002. október 4.     |
| Egy hegyet megmászva Jack egy zárkózott spártai törzsre bukkan, akik generációk óta hatalmas minotaurusz robotok ellen küzdenek. Jack és a spártaiak királya bejut az erődjükbe, ahol legyőznek egy óriási pókrobotot.                                                                                                |     |                                                                          |                                                  |                                          |                      |
| 26. | 13. | Jack szandálja (Jack's Shoes)                                            | Randy Myers, Robert Alvarez & Genndy Tartakovsky | Paul Rudish & Charlie Bean               | 2002. október 11.    |
| Robotmotorosok ellopják Jack szandálját, ezért bosszút esküszik. Hamar rájön azonban, hogy szandál nélkül képtelen bármit is tenni, ezért megpróbál szerezni egy újat. |     |                                                                          |                                                  |                                          |                      |

### Harmadik évad (2002-2003)
| Sor. | Év.    | Cím                                                                                       | Rendező                             | Író                             | Premier             |
| --- | ------ | ----------------------------------------------------------------------------------------- | ----------------------------------- | ------------------------------- | ------------------- |
| 27. | 1.     | Csirke Jack (Chicken Jack)                                                                | Robert Alvarez & Genndy Tartakovsky | Chris Reccardi & Aaron Springer | 2002. október 18.   |
| Miután egy morcos varázslónak ütközik, az csirkévé változtatja Jacket. Egy Caccaitore nevű kapzsi, hedonista olasz férfi magához veszi, hogy illegális küzdővermekben indítsa és meggazdagodjon belőle. Csak a véletlennek köszönhető, hogy újra összefutnak és visszanyerheti emberi alakját. |        |                                                                                           |                                     |                                 |                     |
| 28. | 2.     | Jack és a tombolás (Jack and the Rave)                                                    | Randy Myers & Genndy Tartakovsky    | Chris Mitchell & Erik Wiese     | 2002. november 1.   |
| Jack önként vállalja, hogy segít hazajuttatni egy szomorú kocsmáros egyetlen lányát, akit Aku egyik szolgálója, egy DJ, hipnotikus erejű zenével csábított magával. Jack beépül a fiatalok közé, majd szembeszáll a DJ-vel, aki végül a hangfalak segítségével egy óriás robotszörnnyé változik. |        |                                                                                           |                                     |                                 |                     |
| 29. | 3.     | Pár a vonaton (Couple on a Train)                                                         | Robert Alvarez & Genndy Tartakovsky | Paul Rudish & Charlie Bean      | 2002. november 8.   |
| Jack vonatra száll, ahol egy fejvadász próbálja őt elfogni, akinek multifunkciós robotkarja van. A vonat utasa még Josephine, a férfi exfelesége, aki szintén a Jack fejére kitűzött vérdíjra pályázik. |        |                                                                                           |                                     |                                 |                     |
| 30. | 4.     | Jack és a zombik (Jack and the Zombies)                                                   | Genndy Tartakovsky                  | Bryan Andrews & Brian Larsen    | 2002. október 25.   |
| Aku egy elátkozott temetőbe csalja Jacket, ahol egy élőhalott sereget küld rá. Jack legyőzi őket, de egy kísérteties banya ellopja a kardját és Akuhoz viszi. Aku megpróbálja a karddal megölni Jacket, de kiderül, hogy a penge nem használható gonosz célokra. |        |                                                                                           |                                     |                                 |                     |
| 31. | 5.     | Jack és a szkarabeusz (Jack and the Scarab)                                               | Chris Savino & Genndy Tartakovsky   | Bryan Andrews & Brian Larsen    | 2002. november 22.  |
| Aku megidézi Szet isten három halhatatlan szolgáját, miközben Jack épp Egyiptomban jár. Jacknek egy arany szkarabeusz darabjait kell összeraknia egy templomból, amelyben még fiatalkorában járt. Végül Ré isten segítségével tud győzedelmeskedni. |        |                                                                                           |                                     |                                 |                     |
| 32. | 6.     | Jack és az utazó élőlények (Jack and the Traveling Creatures)                             | Randy Myers & Genndy Tartakovsky    | Genndy Tartakovsky & Erik Wiese | 2003. április 26.   |
| Jacket különféle lények vezetik útján egy időportál felé, amelyet azonban csak az tud használni, aki legyőzi annak őrét. Az őr legyőzi Jacket, de megkíméli az életét, azt mondva neki, hogy egyelőre még nem áll készen - és megmutatja neki a portál másik oldalán látható képet, ahol Jack uralkodó. |        |                                                                                           |                                     |                                 |                     |
| 33. | 7.     | Jack és az idegesítő lény (Jack and the Annoying Creature)                                | Robert Alvarez & Genndy Tartakovsky | Chris Reccardi & Aaron Springer | 2003. május 3.      |
| Jack egy túlságosan is barátságos lénnyel fut össze, aki önhibáján kívül hátráltatja őt minden lépésében és megeszik egy ékszert, amivel pedig visszajuthatna a múltba. Ugyan Jack dühében magára hagyja őt, később mégis visszatér, hogy megmentse egy csapat robottól. |        |                                                                                           |                                     |                                 |                     |
| 34. | 8.     | Jack és a mocsári varázsló (Jack and the Swamp Wizard)                                    | Randy Myers & Genndy Tartakovsky    | Paul Rudish & Charlie Bean      | 2003. május 10.     |
| Jack találkozik egy remetével a mocsárban, aki Kronosz három kristályához vezeti, melyek talán hazajuttathatják őt. Nem is sejti, hogy az illető valójában Aku, aki álcázza magát, és azért kellenek neki a kövek, hogy feltámassza Kronoszt. Jack azonban túljár Aku eszén és megsemmisíti az egyiket. |        |                                                                                           |                                     |                                 |                     |
| 35. | 9.     | Jack és a kísértetház (Jack and the Haunted House)                                        | Randy Myers & Genndy Tartakovsky    | Chris Reccardi & Aaron Springer | 2003. május 17.     |
| Jack egy Kumi nevű lányt kísér haza romos otthonába, ahol látomások útján meggyőződik róla, hogy a lányt megszállta egy démon. Jacket is foglyul ejti a démon és egy alternatív valóságba repíti, ahol meg kell küzdenie vele. |        |                                                                                           |                                     |                                 |                     |
| 36. | 10.    | Jack, a szerzetesek, és az ősi mester fia (Jack, the Monks, and the Ancient Master's Son) | Randy Myers & Genndy Tartakovsky    | Bryan Andrews & Brian Larsen    | 2003. május 31.     |
| Jacket megtámadja két saolin szerzetes, akikről viszont csakhamar kiderül, hogy annak a rendnek a tagjai, ahol Jack is tanult gyerekkorában. A mester elmondja Jacknek, hogy tudnak egy templomról, amiben van egy időkapu, de az csak a nap delelésekor aktiválódik. Jack azonban mégsem lép át rajta, mert inkább megmenti a két bajbajutott szerzetest. |        |                                                                                           |                                     |                                 |                     |
| 37-38. | 11-12. | A gonosz születése (The Birth of Evil)                                                    | Robert Alvarez & Genndy Tartakovsky | Don Shank & Genndy Tartakovsky  | 2003. augusztus 16. |
| Évmilliókkal ezelőtt Ré, Ráma és Odin megküzdöttek egy alaktalan fekete masszával, amelynek egy darabja a Földbe csapódott, elpusztítva a dinoszauruszokat. Hosszú idő alatt egy hatalmas fekete folyadékkal teli gödörré alakul, ami az idők kezdete óta kihatással volt a japán civilizációra is. Jack apja, az uralkodó elhatározza, hogy egyszer és mindenkorra leszámol vele, de varázsnyilával véletlenül öntudatot ad neki - így jön létre Aku. Odin lova, Sleipnir elviszi az uralkodót a három istenhez, akik a tiszta lelkének segítségével kovácsolnak egy katanát, ami mindent képes elvágni. A karddal végül legyőzi Akut és a földbe száműzi. Megtudván, hogy fia született, elkezd a jövőre gondolni. |        |                                                                                           |                                     |                                 |                     |
| 39. | 13.    | Jack és a labirintus (Jack and the Labyrinth)                                             | Robert Alvarez & Genndy Tartakovsky | Don Shank                       | 2003. június 7.     |
| Jack egy piramisban egy csapdákkal teli labirintusba jut, amelyben van egy gyémánt, mely talán hazajuttathatja. Egy ügyes tolvaj, akinek a birtokában van egy többfunkciós aktatáska, szintén belép, és ketten együtt kell átvágniuk a nehézségeken. Hiába sikerül a tolvajnak megkaparintania azt, a gyémánt végül megsemmisül. |        |                                                                                           |                                     |                                 |                     |

### Negyedik évad (2003-2004)
| Sor. | Év.  | Cím                                                                           | Rendező                                         | Író                                                | Premier              |
| --- | ---- | ----------------------------------------------------------------------------- | ----------------------------------------------- | -------------------------------------------------- | -------------------- |
| 40. | 1.   | Jack a nindzsa ellen (Jack vs. the Ninja)                                     | Robert Alvarez, Randy Myers, Genndy Tartakovsky | Bryan Andrews & Brian Larsen                       | 2003. június 14.     |
| Aku egy robotnindzsát küld Jack ellen, aki egy falut készül megmenteni a hatalmas robotrákoktól. A robotnindzsa foglyul ejt egy fiút és egy templomba viszi. Mikor Jack rájön, hogy a harcos a sötétségben rejtőzik, a fény erejét használja ki ellene. |      |                                                                               |                                                 |                                                    |                      |
| 41. | 2.   | A robotszamuráj Mondo-bot ellen (Robo-Samurai vs. Mondo-bot)                  | Randy Myers & Genndy Tartakovsky                | Bryan Andrews, Brian Larsen, Jim Smith, Erik Wiese | 2003. június 21.     |
| Jack Androméda romvárosába jut, ahol Mondo-bot támadásától más robotok mentik meg. Ők elmondják, hogy Androméda városát kőóriások ősi, mágikus városa helyére építették. A víz alatt megtalálja egy szamuráj kőmását, és azt életre keltve győzi le a robotot. |      |                                                                               |                                                 |                                                    |                      |
| 42. | 3.   | Szamuráj szamuráj ellen (Samurai vs. Samurai)                                 | Robert Alvarez & Genndy Tartakovsky             | Chris Reccardi & Aaron Springer                    | 2003. június 28.     |
| Jacket harcba provokálja egy illető, aki magát szintén szamurájnak adja ki, azonban fogalma sincs, hogyan viselkednek az igaziak. Jack kiképzi őt., aminek hatására kiderül, hogy fizikálisan mennyire gyenge, ezután megmenti őt Aku robotharcosaitól. |      |                                                                               |                                                 |                                                    |                      |
| 43. | 4.   | Az Aku-fertőzés (The Aku Infection)                                           | Randy Myers & Genndy Tartakovsky                | Paul Rudish & Charlie Bean                         | 2003. november 5.    |
| Aku megfázik, a fertőzést pedig továbbadja Jacknek. Ennek hatására elkezd benne is terjedni a gonoszság, meg kell hát találnia az ellenszert, mielőtt ő is Aku szolgájává válna. Gyíkszerzetesek segítségével kezd el meditálni és olyan tudatállapotba jutni, hogy múltbeli emlékei segítsenek neki a kórság legyőzésében. |      |                                                                               |                                                 |                                                    |                      |
| 44. | 5.   | A hercegnő és a fejvadászok (The Princess and the Bounty Hunters)             | Robert Alvarez & Genndy Tartakovsky             | Bryan Andrews & Brian Larsen                       | 2003. november 12.   |
| A világ öt legerősebb fejvadásza határozza el, hogy legyőzik Jacket, egymással versengve. Hatodikként csatlakozik Mira hercegnő, aki egy Aku által leigázott országból származik. Jack mindegyiküket legyőzi, de Mirának megkegyelmez. |      |                                                                               |                                                 |                                                    |                      |
| 45-46. | 6-7. | A Skót megmenti Jacket (The Scotsman Saves Jack)                              | Randy Myers & Genndy Tartakovsky                | Bryan Andrews & Brian Larsen                       | 2003. augusztus 23.  |
| A Skót egy hajón talál rá Jackre, aki szemlátomást elvesztette emlékeit és a kardját is, magát pedig egy Brent Worthington nevű közembernek képzeli. A Skót nekilát megkeresni a probléma megoldását, ugyanis Jack ilyen állapotban védtelen a fejvadászokkal szemben. Egy csapat kalózt bérel fel, és elhajózik velük az ismeretlenbe, ahol rájön, hogy három szirén dala okozta Jack állapotát. A Skót ellenáll a dalnak, mert hűséges a feleségéhez. Győzelme után Jack feje is kitisztul, ezután pedig versengeni kezdenek, hogy melyikük tudja eljuttatni mindkettőjüket a szárazföldre. |      |                                                                               |                                                 |                                                    |                      |
| 47. | 8.   | Jack és a repülő herceg és hercegnő (Jack and the Flying Prince and Princess) | Chris Savino & Genndy Tartakovsky               | Paul Rudish                                        | 2003. november 19.   |
| Aku bebörtönzi Astort és Verbinát, akik egy idegen faj tagjai, és háború sújtotta földjükről menekültek. Jack megmenti mindkettejüket, kihasználva az űrhajó mesterséges gravitációját is. |      |                                                                               |                                                 |                                                    |                      |
| 48. | 9.   | Jack Aku ellen (Jack vs. Aku)                                                 | Robert Alvarez & Genndy Tartakovsky             | Chris Reccardi & Aaron Springer                    | 2003. november 24.   |
| Aku már unja a kilátástalan küzdelmüket egymás ellen, ezért azt javasolja Jacknek, hogy küzdjenek meg egy mindent eldöntő párbajban, de mindennemű mágia vagy segédeszköz nélkül. Természetesen egyikük sem hisz a másiknak, és azt feltételezik, hogy a másik csalni fog, ezért már jó előre felkészülnek. |      |                                                                               |                                                 |                                                    |                      |
| 49. | 10.  | A halál négy évszaka (The Four Seasons of Death)                              | Randy Myers & Genndy Tartakovsky                | Bryan Andrews & Mark Andrews                       | 2004. szeptember 25. |
| Ebben az epizódban négy rövid történet látható, melyek egy-egy évszakhoz kapcsolódnak. Az elsőben Jacket kísértetek támadják meg a sivatagban, de ő nem támadja meg őket, mert tudja, hogy csak illúziók. Elér egy oázishoz, amiről azt hiszi, hogy az is illúzió, és meglepődik, mikor meglátja, hogy nem. A másodikban egy gonosz tudós megfertőz egy forrást az általa készített anyaggal, ami ölni képes. Jack halált színlel, majd a tudós szájába köpi a mérgezett vizet, aki őszi falevelekké szárad el. A harmadikban a hegyek közt élő ogrék egy varázskardot készítenek, melyért többen harcba szállnak. A győztes Jackre támad vele, aki könnyűszerrel kettévágja azt. A negyedikben Jack egy indás erdőbe jut, amit hirtelen tavaszias tájjá válik, és egy szellem próbálja meg őt csapdába csalni és örökre ott marasztalni. |      |                                                                               |                                                 |                                                    |                      |
| 50. | 11.  | X-49 története (Tale of X-49)                                                 | Genndy Tartakovsky                              | Bryan Andrews & Genndy Tartakovsky                 | 2004. szeptember 25. |
| X-49, a visszavonult robotbérgyilkos meséli el történetét, aki Akut szolgálta - amikor az felfedezte, hogy vannak érzései, elrabolta a kiskutyáját, hogy azzal zsarolja meg azzal, hogy végezzen Jackkel. Le is vadássza Jacket, ám az végül legyőzi. Utolsó szavával X-49 csak annyit kér, hogy vigyázzon a szamuráj a kutyájára. |      |                                                                               |                                                 |                                                    |                      |
| 51. | 12.  | Az ifjú Jack Afrikában (Young Jack in Africa)                                 | Robert Alvarez & Genndy Tartakovsky             | Jim Smith, Erik Wiese, Genndy Tartakovsky          | 2004. szeptember 25. |
| Gyerekkorában Jack egy afrikai törzsnél tanulta meg, hogyan kell botokkal harcolni, és közben összebarátkozott a törzsfőnök fiával is. Mikor egy Akut szolgáló rivális törzs érkezik, hogy megkeressék Jacket, a szamurájnak meg kell tanulnia az ellenség fegyvereivel harcolni. |      |                                                                               |                                                 |                                                    |                      |
| 52. | 13.  | Jack és a baba (Jack and the Baby)                                            | Robert Alvarez & Genndy Tartakovsky             | Paul Rudish & Genndy Tartakovsky                   | 2004. szeptember 25. |
| Jack megment egy gyereket a robotszörnyektől, és miközben az anyját keresi, el is kell őt látnia. Eközben Momotaró meséjét mondja el neki. Mikor megtalálja az anyát, kiderül, hogy a gyerek arckifejezése arra utal, hogy megvan benne is a szamuráj szelleme. |      |                                                                               |                                                 |                                                    |                      |

### Ötödik évad (2017)
| Sor. | Év. | Cím             | Rendező            | Író                                | Premier                             |
| --- | --- | --------------- | ------------------ | ---------------------------------- | ----------------------------------- |
| 53. | 1.  | XCII (XCII)     | Genndy Tartakovsky | Bryan Andrews & Genndy Tartakovsky | 2017. március 11. 2022. február 5.  |
| Ötven év telt el, Jack azonban semmit nem öregedett, az időutazás mellékhatásaként. Kardja elveszett, ő maga pedig elvesztette minden reményét abban, hogy valaha is hazajut, és eközben szüleinek a víziója kísérti őt, valamint egy rejtélyes lovasalak. Jack, aki most futurisztikus fegyverzettel harcol, megment egy anyát és két gyerekét, majd motorra pattanva járja a vidéket. Aku legjobb bérgyilkosrobotja, Toprongyos ered a nyomába, és hogy felkeltse a figyelmét, elpusztít egy falut és annak lakóit. Jack késve ér oda, de még így is legyőzi Toprongyost és elveszi az egyik fegyverét. Közben hét ikertestvért nevel egy különös főpapnő, Aku Lányait, azzal a céllal, hogy a gyermekek egy nap legyőzzék Jacket. |     |                 |                    |                                    |                                     |
| 54. | 2.  | XCIII (XCIII)   | Genndy Tartakovsky | Bryan Andrews & Genndy Tartakovsky | 2017. március 18. 2022. február 21. |
| Aku, aki nem tudja, hogy Jack elvesztette a kardját, kezd belefáradni az értelmetlen harcba a szamurájjal, ami úgy tűnik, örökké tart. Ezalatt Aku Lányai lefegyverzik Jacket. Jack hallucinálni kezd és saját magával vitatkozik a harc értelméről. Egy templomba menekül, ahol szembeszáll Aku Lányaival, és megöli az egyiküket. Ekkor fedezi fel döbbenten, hogy nem robotot, hanem embert ölt. Felrobbantja a templomot Toprongyos hangvillájával, majd elmenekül. |     |                 |                    |                                    |                                     |
| 55. | 3.  | XCIV (XCIV)     | Genndy Tartakovsky | David Krentz & Genndy Tartakovsky  | 2017. március 25. 2022. április 16. |
| Jack sebesülten úszik le az árral, majd egy barlangban talál menedéket, miközben Aku Lányai a nyomában vannak. Vitába száll önmaga képzeletbeli énjével arról, hogy szabad-e embert ölnie. Egy farkas viseli gondját addig, amg fel nem épül. Jack felidéz a gyerekkorából egy emléket: az apja egy csapat bérgyilkosnak ajánlotta fel, hogy hagyják őket békén vagy nézzenek szembe a végzetükkel. Mivel támadtak, Jack apja megölte őket. Aku Leányai ugyanezt tervezik, ezért szembeszáll velük. Hármójukat gyorsan megöli, a maradék néggyel egy mélység felé hajló ág felett végez. Mikor az utolsó lezuhan, az ág alatta is letörik és ő is zuhanni kezd. |     |                 |                    |                                    |                                     |
| 56. | 4.  | XCV (XCV)       | Genndy Tartakovsky | Genndy Tartakovsky                 | 2017. április 8. 2022. május 14.    |
| Jack magához tér, és megtalálja az utolsó túlélőt, az Ashi nevű bérgyilkost. Mivel a nő mindenáron végezni akar vele, magához kötözi és úgy próbálja megmenteni. Egy hatalmas lény nyeli le őket, és ebből kell valahogy kijutniuk, ami nem egyszerű, mert Ashi nem együttműködő, sőt örülne, ha mindketten meghalnának. Jack ismét hallucinál arról, hogy megölje-e őt vagy sem. A lény belsejében kockázatos utakon haladnak, meglátva a benn élő lények szépségét is. Mikor kijutnak, Ashi meglepődik, hogy a meditáló Jack, ahelyett, hogy agyonnyomná a rászálló katicabogarat, ahogy az anyja is tette, gyengéden elengedi. |     |                 |                    |                                    |                                     |
| 57. | 5.  | XCVI (XCVI)     | Genndy Tartakovsky | Bryan Andrews & Genndy Tartakovsky | 2017. április 15. 2022. július 1.   |
| Jack régi barátja, a megöregedett és tolószékbe kényszerült Skót a lányai és hatalmas seregei élén Aku tornya ellen indul. Aku könnyűszerrel legyőzi őket, a Skótot pedig megöli. Csakhogy a nála lévő kelta varázskardjának hála szelleme a fiatal énjeként újra megjelenik, és Jack keresésére indul. Közben az elbizonytalanodó Ashi azt kéri Jacktől, hogy bizonyítsa Aku gonoszságát. Több helyre is eljutnak, legvégül egy faluba, ahol egy gonosz robot, a Dominátor elrabolta a gyerekeket és egy ördögi elmeirányító szerkezettel agyatlan rabszolgákká tette őket. Míg Jacknek harcolnia kell velük, Ashi végez a Dominátorral és a berendezéssel. Amikor a gyerekek összeesnek, Jack azt hiszi, meghaltak, és ezért amikor újra megjelenik a rejtélyes lovas, vele tart. |     |                 |                    |                                    |                                     |
| 58. | 6.  | XCVII (XCVII)   | Genndy Tartakovsky | Genndy Tartakovsky                 | 2017. április 22.                   |
| Miközben Ashi keresi Jacket, sokakkal találkozik, akik hálásak a szamurájnak: Woolie-kkal a "Jack, a Woolie-k és a Chritchellite-ek" című részből, a felszabadított nép tagjaival a "Jack és a három vak íjász" című részből, valamint a táncolókkal a "Jack és a tombolás" című részből. Találkozik legyőzött ellenségekkel: Da Szamurájjal és Demongóval is. Útközben leveti a fekete ruháját, kiengedi a haját, és virágokból készített zöld ruhát ölt magára. Egy köpenybe burkolózott nő vezeti őt el egy temetőhöz, ahol a rejtélyes lovasalak, az Ómen olvassa Jack fejére, hogy elbukott, és ezért meg kell halnia. Öngyilkos akar lenni, Ashi pedig sikertelenül próbál meg közbelépni, mert az Ómen megakadályozza őt. Amikor végre elmondja Jacknek, hogy látta, mennyi emberen segített, és őt is megmentette, és a gyerekek sem haltak meg, hiába hitte azt, Jack hirtelen magához tér, végez az Ómennel, és közli Ashival, hogy most pedig meg kell találnia a kardját. Eközben Toprongyos, akiből csak a feje maradt, igyekszik eljutni Akuhoz, hogy elmondja neki, Szamuráj Jack elvesztette a kardját. |     |                 |                    |                                    |                                     |
| 59. | 7.  | XCVIII (XCVIII) | Genndy Tartakovsky | Bryan Andrews & Genndy Tartakovsky | 2017. április 29.                   |
| Egy visszaemlékezésben láthatjuk, ahogy Aku visszahúzza Jacket az utolsó időkapuból, majd elpusztítja azt. Jack őrjöngeni kezd, majd elpusztít három ártatlan, kosszerű kreatúrát, akiket Aku szörnnyé változtatott. Az események hatására traumatizálódva eldobja a kardját, ami a portál helyén lévő lyukba esik. Jack és Ashi visszatérnek ide, de nincs már ott a kard. Felfedezve, hogy a kard hagyta el őt a tettei miatt, Jack meditálni kezd, és testen kívüli élménye során teázik egy öreg szerzetessel. Ezután megjelenik előtte Őrült Jack, akit le kell győznie ahhoz, hogy végre egyensúlyba kerüljön - Ré, Odin és Ráma visszaadják neki régi külsejét és kardját is. Ezalatt Ashi vigyáz rá: először szembeszáll egy seregnyi martalóccal, majd végül az anyjával is, akivel végez. |     |                 |                    |                                    |                                     |
| 60. | 8.  | XCIX (XCIX)     | Genndy Tartakovsky | Genndy Tartakovsky                 | 2017. május 6.                      |
| Jack és Ashi egy hatalmas, teveszerű lényen utaznak a sivatagon át. A többi utas megtámadja őket, ezért végül kénytelenek gyalog folytatni. Homokviharba kerülnek és rátalálnak egy lezuhant űrhajóra, amelyben egy piócaszerű lényekből álló entitás, Lazarus-92 szabadult el. A kezük ügyébe kerül egy eszköz, amivel meg tudnák állítani, csakhogy nem tudják, hogy kell bekapcsolni. Jack és Ashi kétségbeesetten próbálkoznak vele, és csak az utolsó pillanatban sikerül. A viszontagságokat követően Jack és Ashi csókolóznak. |     |                 |                    |                                    |                                     |
| 61. | 9.  | C (C)           | Genndy Tartakovsky | Bryan Andrews & Genndy Tartakovsky | 2017. május 13.                     |
| Ashi és Jack között kibontakozik a románc, miközben Jack elmeséli neki, milyen volt a gyerekkora. Éjjel egyedül indul tovább, egyenesen egy időkapu hűlt helyéhez. Mikor Ashi utoléri és kérdőre vonja, azt mondja neki, nem akarja őt is elveszíteni, ahogy sok mindenki mást. Ashi azt mondja neki, hogy kitart mellette és együtt fognak győzni. Váratlanul megjelenik Aku és Toprongyos, akinek végre sikerült informálnia mesterét és ezért visszakapta a testét. Mikor Aku meglátja, hogy Jacknél ott van a kard, végez Toprongyossal és menekülőre fogná. Ám ekkor felfedezi Ashit, és rájön, hogy mivel annak idején adott Aku Leányainak a saját esszenciájából, ezért ő voltaképp a saját lánya. Ezt felfedezve előbb az uralma alá vonja Ashi testét, majd meg is szállja azt, arra kényszerítve, hogy ölje meg a szamurájt. Ashi egy tiszta pillanatában azért könyörög, hogy Jack ölje meg őt, de képtelen megtenni, hanem helyette leteszi a kardját, amit Aku diadalittasan emel a levegőbe. |     |                 |                    |                                    |                                     |
| 62. | 10. | CI (CI)         | Genndy Tartakovsky | Bryan Andrews & Genndy Tartakovsky | 2017. május 20.                     |
| Az egész világ döbbenten figyeli, ahogy Aku rendkívüli tévéadásban jelenti be, hogy elkapta Szamuráj Jacket (megismételve az első négy évad epizódnyitó narrációját), és közli, hogy végezni fog vele. Mielőtt a feladattal megbízott Ashi meg tudná ezt tenni, megérkezik Jack összes szövetségese, mindenki, akiknek valaha segített. Sikerül kiszabadítaniuk őt, de nem tudnak felérni az erejével. Ashi megakadályozza, hogy Jack visszaszerezhesse a kardját, mire Jack megvallja neki, hogy szereti őt, és megszabadítja őt Aku befolyásától. Mivel Ashi Aku lánya, így kiderül, hogy ugyanazokkal az erőkkel bír, mint ő, így nemcsak a kardot szerzi neki vissza, de arra is képes, hogy visszajuttassa az időben, közvetlenül azutánra, hogy Aku előreküldte őt. A meglepett Akut a jövőből visszaérkező Jack könnyűszerrel kivégzi, majd elpusztítja a tornyát is. Jack és Ashi nem sokkal később az esküvőjükre készülnek, de az oltár felé vezető úton Ashi összeesik. Utolsó szavaival elmondja Jacknek, hogy mivel megváltozott a jövő, ezért ő sose született meg, ezután eltűnik. A búskomor szamuráj egy sötét erdőbe vonul gyászolni, de megnyugvást lel, amikor a kezére száll egy katicabogár egy erdőben, ahol épp kezdődik a cseresznyevirágzás. |     |                 |                    |                                    |                                     |

## Érdekességek
A sorozat felkeltette a LucasArts érdeklődését is, ennek alapján bízták meg a rendezőt, hogy segítsen a Csillagok háborúja: Klónok háborúja rajzfilmsorozat készítésében.
2020-ban megjelent a "Samurai Jack: Battle Through Time" című játék, ami egy alternatív befejezést kínál a történethez: itt Ashi életben marad, ugyanis a sorozatban történtek egy Aku által alkotott mini-univerzumban, amelybe ő örökké bezárva marad, mégis megtörténnek, így nem áll fenn az időparadoxon.